# Elsa Maria Simonsen
Elsa Maria Simonsen (* 8. März 1984) ist eine ehemalige färöische Fußballspielerin.

## Verein
Simonsen spielte seit ihrer Jugend bei KÍ Klaksvík und bestritt über 200 Erstligaspiele. Ihr erstes Pflichtspiel absolvierte sie 1999 im Alter von 15 Jahren beim Halbfinalhinspiel des Pokals gegen LÍF Leirvík, welches auswärts mit 0:1 verloren wurde. Nach dem 3:0-Sieg im Rückspiel unterlag KÍ im Finale mit 3:4 nach Verlängerung gegen HB Tórshavn. In der ersten Liga debütierte Simonsen am zweiten Spieltag bei der 1:7-Auswärtsniederlage gegen VB Vágur, als sie in der 5. Minute für Maria Jacobsen eingewechselt wurde. Die ersten beiden Tore gelangen ihr am vierten Spieltag der darauffolgenden Saison beim 9:1-Heimsieg gegen B36 Tórshavn. In diesem Jahr konnte auch das Double (Sport) aus Meisterschaft und Pokal durch einen 2:0-Sieg im Pokalfinale gegen HB Tórshavn erreicht werden. Zum Team gehörten unter anderem Rannvá Biskopstø Andreasen, Malena Josephsen, Annelisa Justesen, Bára Skaale Klakstein und Ragna Biskopstø Patawary. Es folgten zwölf weitere Meistertitel sowie neun weitere Pokalsiege, unter anderem gemeinsam mit Randi S. Wardum und Olga Kristina Hansen.

### Europapokal
In der UEFA Women’s Champions League wurde Simonsen in 31 Spielen eingesetzt, ein Tor gelang ihr dabei nicht. Bei der 0:4-Niederlage gegen HJK Helsinki in der Vorrunde 2001/02 absolvierte sie ihr erstes Spiel durch eine Einwechslung in der 68. Minute für Ragnhild Elin Aas beim Stand von 0:3. Beim 11:1-Sieg in der Qualifikationsrunde 2012/13 gegen Ada Velipoje hatte sie ihren letzten Auftritt.

## Nationalmannschaft
Ihr Debüt in der Nationalmannschaft der Färöer gab Simonsen gemeinsam mit Jeanett Holm am 12. Mai 2008 beim 4:2-Sieg im Freundschaftsspiel gegen Lettland in Rodange, wobei sie in der 58. Minute beim Stand von 2:1 gegen Fríðrún Danielsen ausgewechselt wurde. Ihr zweites Länderspiel am 15. Mai 2008 gegen Luxemburg war zugleich ihr letztes. Beim 4:2-Auswärtssieg in Junglinster wurde sie in der 72. Minute gegen Steintóra G. Joensen ausgewechselt.

## Erfolge
- 13× Färöischer Meister: 2000, 2001, 2002, 2003, 2004, 2005, 2006, 2007, 2008, 2009, 2010, 2011, 2012
- 10× Färöischer Pokalsieger: 2000, 2002, 2003, 2004, 2006, 2007, 2008, 2010, 2011, 2012